# 중앙초등학교 (속초시)
중앙초등학교는 대한민국 강원특별자치도 속초시에 있는 공립 초등학교이다.

## 학교 연혁
- 1962년 9월 5일 설립 인가
- 1963년 4월 1일 중앙국민학교 개교
- 1995년 7월 13일 학교 급식 실시
- 2004년 11월 5일 도지정 연구학교 공개 발표

## 학교 상징
- 교목(校木) - 향나무
- 교화(敎化) - 개나리

## 참고 자료
- 중앙초등학교 - 한국교육학술정보원 학교알리미

## 같이 보기
- 중앙초등학교 축구단